# Amalgamated Football Club Totton
O Amalgamated Football Club Totton é um clube de futebol da Inglaterra da cidade de Totton and Eling, Hampshire. O clube foi fundado em 1886. Atualmente o clube disputa a Southern Football League Division One South, que equivale à 8ª divisão inglesa.

## Títulos

### Nacionais
Ligas
- Southern Football League Division One South & West: 2010–11[2]
- Wessex Football League Premier Division: 2007–08[2]
- Hampshire League Division One: 1981–82 e 1984–85[2]

Copas
- Hampshire Senior Cup: 2009–10[3] e 2010–11[4]
- Wessex Football League Cup: 1989–90[5] 2002–03[6] e 2005–06[6]
- Echo Trophy: 1981–82[5]
- Reg Mathieson Trophy: 1981–82[5]